# JR西日本中国メンテック
株式会社JR西日本中国メンテック（ジェイアールにしにほんちゅうごくメンテック）は、岡山県岡山市に本社を置くJR西日本グループの企業である。

## 概要
長年、中国地方と福岡県のJR西日本営業エリアでは、支社（岡山・米子・広島・福岡）毎に同社子会社のJR西日本メンテックグループ（以下、メンテックと表記）の4社が、清掃業務・入換業務のほか駅業務も受託して幅広く業務を行ってきたが、2021年7月1日付でグループ会社の再編が実施されることになった。
この会社再編により、メンテック4社のJR西日本岡山メンテック、JR西日本米子メンテック、JR西日本広島メンテック、JR西日本福岡メンテックが合併して当社が発足した。合併後は清掃業務・入換業務を主体に行うため、駅業務は同日からJR西日本中国交通サービスに移管された。
ただし、JR西日本宮島フェリーの改札・窓口業務と福岡市地下鉄箱崎線駅業務は移管されず、当社の広島支店と福岡支店に継承され引き続き受託している。

## 営業所
- 岡山本社 - 岡山市北区駅元町1-2-301（旧 JR西日本岡山メンテック本社）
  - 岡山事業所 - 岡山市北区駅元町1-1（岡山駅構内）
  - 電車事業所 - 岡山市北区野田4-1-50（岡山電車区構内）
  - 気動車事業所 - 岡山市北区国体町5-42（岡山気動車区構内）
  - 新幹線事業所 - 岡山市北区北長瀬本町1-29（博多総合車両所岡山支所構内）
  - ホテル事業所 - 岡山市北区駅元町1-5（ホテルグランヴィア岡山内）
  - 事業開発事業所 - 岡山市北区駅元町1-3-101（岡山駅構内）
  - 倉敷事業所 - 倉敷市阿知1-1-1（倉敷駅構内）
  - 福山事業所 - 福山市三之丸町30-1（福山駅構内）
    - 糸崎派出所 - 三原市糸崎4-1-74（糸崎駅構内）

  - 津山事業所 - 津山市大谷173-1（津山駅構内）
  - 新見事業所 - 新見市西方31（新見駅構内）
- 米子支店 - 米子市弥生町2（旧 JR西日本米子メンテック米子営業所）
  - 鳥取事業所 - 鳥取市徳吉60-4
  - 鳥取営業所 - 鳥取市東品治町111-1
  - 米子事業所 - 米子市目久美町7-1
  - グリーンホテル米子 - 米子市万能町151-2
  - 米子事業センター - 米子市目久美町1
  - 米子営業所 - 米子市弥生町2
    - 松江駅派出所 - 松江市朝日町伊勢宮472-2

  - 出雲事業所 - 出雲市東神西町1450
    - 出雲市駅派出所 - 出雲市駅北町11
    - 木次派出所 - 雲南市木次町里方26-1

  - 浜田営業所 - 浜田市浅井町1482-1
    - 益田駅派出所 - 益田市駅前町109-2
- 広島支店 - 広島市東区上大須賀町16-1（旧 JR西日本広島メンテック本社）
  - 広島新幹線事業所 - 広島市東区矢賀5-1-1（博多総合車両所広島支所構内）
  - 広島東事業所 - 安芸郡海田町新町1911-5（海田市駅構内）
  - 広島西事業所 - 広島市南区松原町1-2（広島駅構内）
  - 広操事業所 - 広島市南区東駅町1-8（下関総合車両所広島支所構内）
  - 山口東事業所 - 周南市住崎町30（徳山駅構内）
  - 山口西事業所 - 下関市竹崎町4-3-1（下関駅構内）
- 新幹線事業部・福岡支店 - 福岡市博多区博多駅前3-2-8  住友生命博多ビル13F（旧 JR西日本福岡メンテック本社）
  - 博多新幹線事業所 - 那珂川市中原東2-1-1
  - 博多新幹線運転事業所 - 那珂川市中原東2-1-1
  - 博多基地ビル事業所 - 那珂川市中原東2-1-1
  - 博多駅事業所 - 福岡市博多区博多駅前1-32-1
  - 博多駅ビル事業所 - 福岡市博多区博多駅中央街1-1
    - 小倉派出所 - 北九州市小倉北区浅野1-1-1

  - 小倉駅事業所 - 北九州市小倉北区浅野1-1-1
  - 地下鉄事業所 - 福岡市東区箱崎7-1-1

## 業務内容
- JR西日本の駅舎･車両の清掃
- 車両の入換業務
- JR西日本の駅関係の業務
- 駐車場事業（駅構内等）
- ホテル清掃及び客室整備
- ビルメンテナンス
- JR西日本宮島フェリー宮島航路の窓口業務と改札業務[6]

宮島口桟橋、宮島桟橋
- 福岡市地下鉄箱崎線駅業務[7]

貝塚管区駅（中洲川端駅、呉服町駅、千代県庁口駅、馬出九大病院前駅、箱崎宮前駅、箱崎九大前駅、貝塚駅）

## 沿革
- 2021年（令和3年）
  - 7月1日 - JR西日本岡山メンテック、JR西日本米子メンテック、JR西日本広島メンテック、JR西日本福岡メンテックの4社が合併し、「株式会社JR西日本中国メンテック」となる。駅業務を株式会社JR西日本中国交通サービスへ業務移管[5]。ただし、JR西日本宮島フェリーの業務と福岡市地下鉄駅業務は当社に継承され、引き続き受託[6][7]。